# Carl Durheims Fahndungsfotografien von Heimatlosen

Porträt der 25-jährigen Catharina Bergdorf von 1852/1853 (Salzpapier, 14 × 17 cm)

Carl Durheims Fahndungsfotografien von Heimatlosen bilden den weltweit frühesten zusammenhängenden Bestand an Polizeifotografien. Im Auftrag der Eidgenossenschaft fertigte der Berner Lithograf und Pionierfotograf Carl Durheim (1810–1890) zwischen November 1852 und Ende 1853 Fotografien von systematisch aufgegriffenen und in Bern festgehaltenen Heimatlosen und Nicht-Sesshaften (oft Schweizer Jenische) an. Ein Grossteil der Fotografien wurde in der «Äusseren Gefangenschaft» aufgenommen – dem Zuchthaus, in dem die Heimatlosen zur Klärung ihrer Bürgerrechte in Haft gesetzt waren. Weitere Porträts nahm Durheim in seinem Atelier in Bern auf.
Carl Durheim erstellte die Abzüge im Kalotypieverfahren, anschliessend wurden sie lithografiert und in Bogen den schweizerischen Polizeistellen zur Verfügung gestellt. Die Originalfotografien wie auch die gebundenen Bogen mit den Lithografien lagern im Schweizerischen Bundesarchiv.

## Historischer Kontext

### Die «Heimatlosenfrage»
Als «Heimatlose» wurden im 19. Jahrhundert jene Personen bezeichnet, die über kein oder ein nicht vollwertiges Gemeindebürgerrecht verfügten (z. B. Nicht-Sesshafte, Tolerierte, Hintersassen oder Beisassen). Gründe der Heimatlosigkeit konnten etwa eine längere Abwesenheit infolge Nicht-Sesshaftigkeit, die Ausbürgerung im Zuge von Strafverfahren oder der Wechsel der Religion (zum Beispiel durch Heirat) sein.
Seit der Restauration gewann das Gemeindebürgerrecht und damit der Bürgerort zunehmend an Bedeutung. Ein zentraler Bestandteil dieses Bürgerrechts war die Armenunterstützung; das heisst, die Bürgergemeinde hatte die Kosten der Fürsorge ihrer Bürger zu tragen. Dieses Bürgerrecht banden die lokalen Behörden jedoch an die Sesshaftigkeit in der betreffenden Gemeinde.
Schon in der ersten Hälfte des 19. Jahrhunderts unternahmen kantonale und eidgenössische Behörden mehrere Versuche, den Heimatlosen Gemeindebürgerrechte zuzuweisen. Damit sollte vor allem der Verarmung und dem Elend entgegengewirkt und die regelmässigen Vertreibungen in andere Kantone gestoppt werden. Andererseits sollten Nicht-Sesshafte in eine sesshafte Lebensform gezwungen werden, insbesondere indem «namentlich ihre Kinder durch frühzeitige Versorgung bei rechtschaffenen Hausvätern, durch Angewöhnung zur Arbeit und durch Religions- und Schulunterricht den bürgerlich gesitteten Menschen wieder beigestellt werden».
Mit der Gründung des Bundesstaats 1848 und namentlich mit dem Bundesgesetz über die Heimatlosigkeit von 1850 ging der Diskurs über die «Heimatlosenfrage» auf Bundesebene über. Das Gesetz verfolgte neben der «Ausmittlung von Bürgerrechten für Heimathlose» auch das Ziel, «Massregeln zur Verhinderung neuer Fälle von Heimathlosigkeit» zu treffen. Ein «krankhafter Zustand» sei zu beheben, «die Heimathlosen oder wenigstens ihre Kinder der Zivilisation allmälig wieder» zuzuführen. Die Einbürgerungen hatten jedoch kein gleichberechtigtes Bürgerrecht zur Folge, so waren die eingebürgerten Heimatlosen etwa von der Nutzung der gemeinsamen Güter ausgeschlossen (z. B. Wälder, Alpen oder Allmende). Zudem wirkten die Bestimmungen des Heimatlosengesetzes der nicht-sesshaften Lebensweise entgegen, beispielsweise indem das Herumziehen im Familienverband mit Kindern verboten wurde.

### Der Auftrag des Generalanwalts
Der Bundesrat beauftragte die Bundesanwaltschaft unter Generalanwalt Jakob Amiet mit der Ermittlung der Bürgerrechte. In den folgenden Jahrzehnten wurden rund 30'000 Personen zwangsweise eingebürgert. Viele Nicht-Sesshafte wurden von kantonalen Polizeien aufgegriffen, nach Bern transportiert und dort für die Abklärung in Gefangenschaft gesetzt. In diesem Kontext beauftragte Generalanwalt Amiet Carl Durheim mit der Fotografierung der Heimatlosen. Mit der fotografischen Festhaltung der Heimatlosen

„wollte der Bundesrath eine Hauptschwierigkeit bei der Behandlung der Angelegenheit der Heimathlosen und Vagabunden beseitigen. Diese Schwierigkeit besteht nämlich in der Ausmittlung ihrer Persönlichkeit, welche oft unmöglich ist, weil durch das Verbergen der Papiere, durch die stete Namensänderung und das konsequente Läugnen und Verschweigen der Verhältnisse oft alle Bemühungen der Behörden vereitelt werden, und weil auch da, wo es gelingt, die wahre Person auszumitteln und dieselbe in ihre Heimath zu schiken oder ihr eine neue Heimath anzuweisen, man nicht die mindeste Garantie hat, daß nicht dieselbe Person später unter anderm Namen neuerdings als angeblich Heimathloser erscheine, so daß die Untersuchung wieder von Neuem beginnen mußte. Dieser Uebelstand wurde durch die bisherigen Signalemente keineswegs gehoben.“

Entstehungszusammenhang und Zweckbestimmung von Durheims Fotografien war «die polizeiliche Absicherung der Integration und Zwangsassimilation einer Bevölkerungsgruppe, deren Rechtsstatus und Lebensweise als nicht tolerierbare Abweichung von der Norm empfunden wurde».

## Durheims Heimatlosenporträts

### Technik

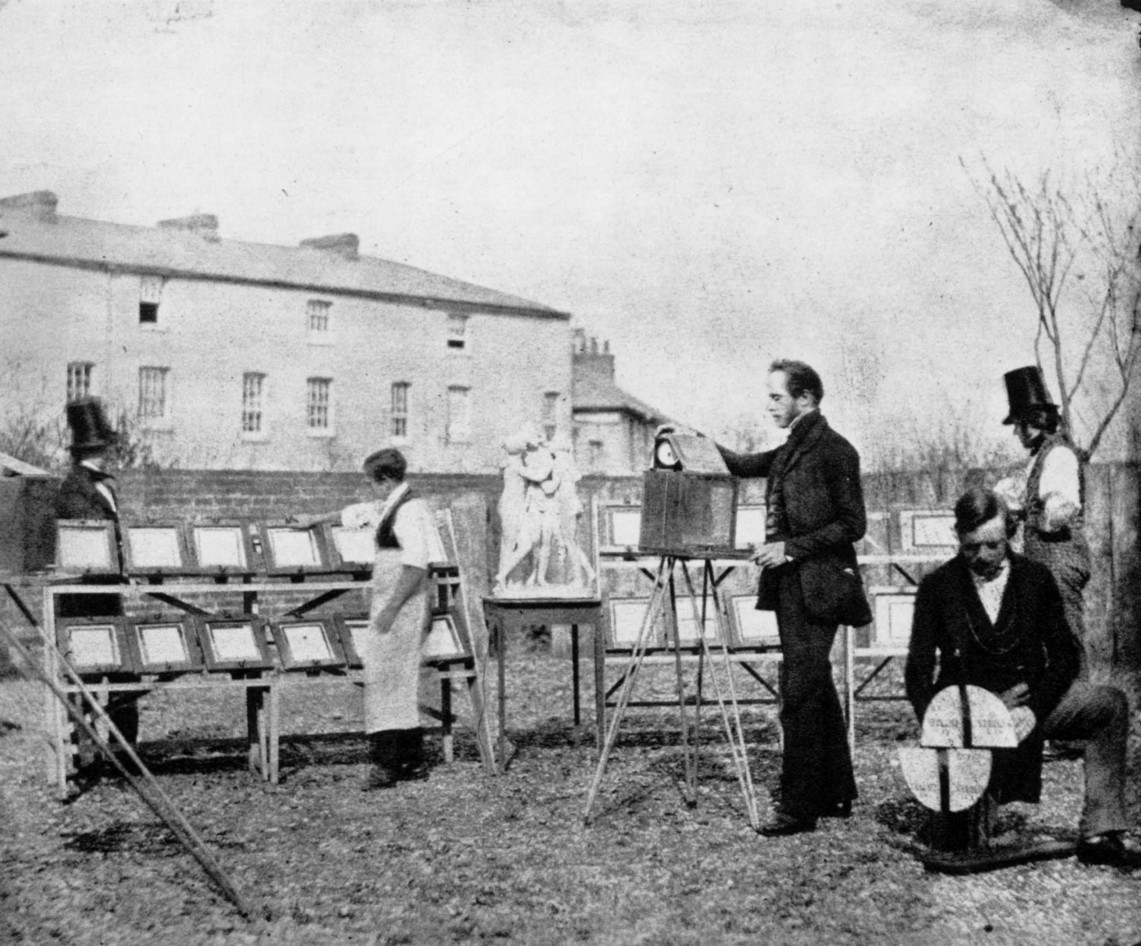
William Talbot, der Erfinder der Kalotypie, beim Fotografieren (um 1845)

Durheim war einer der ersten professionellen Fotografen der Schweiz und ein bekannter Daguerreotypist. Vom ursprünglichen Vorhaben, die Fotografien der Heimatlosen als Daguerreotypen herzustellen, hatten der Fotograf und sein Auftraggeber bald Abstand genommen, da sich diese schlecht für die Erstellung von Reproduktionen eigneten. Weil ohnehin geplant war, von den Fotografien in einem zweiten Schritt Lithografien herzustellen, entschied sich Durheim für Abzüge auf Papier (Kalotypieverfahren) und gegen die unikaten Metallplatten der Daguerreotypie, «weil man in dieser Manier die Portraits nur durchzuzeichnen» habe. Die Negative zog er auf Salzpapier, wobei er auf dem Negativ oftmals den Hintergrund – den Hof der «Äusseren Gefangenschaft» in Bern – retuschierte.

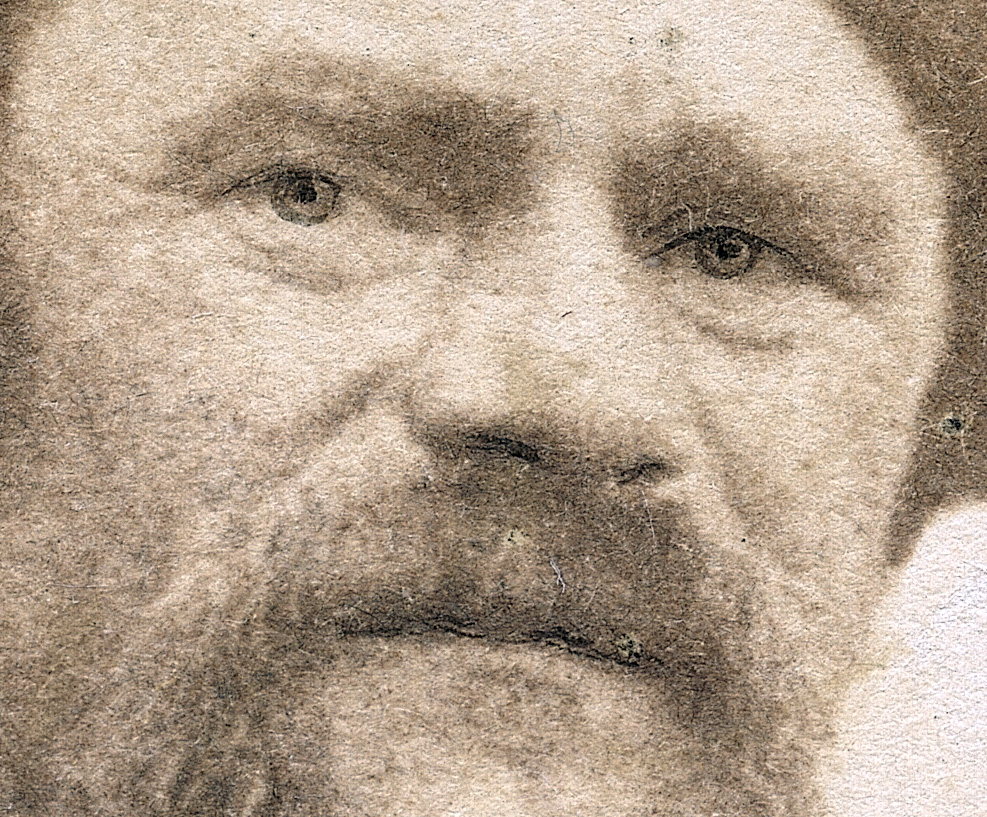
Ein Beispiel, wie bei einem Porträt Augen, Nasenlöcher und Mund auf dem Abzug nachgezeichnet wurden.

Anhand der Abzüge fertigte ein Lithograf dann im Auftrag von Durheim Lithografien an, die für den Druck der 38 Bogen für die Fahndungsbücher dienten. Pro Bogen wurden sechs Porträts abgebildet und mit Angaben über die Personen versehen (z. B. Namen, Alter und Spitznamen). Die Produktion der Lithografien bot auch die Möglichkeit, unkenntliche Details der Vorlagen für den Druck nachzuzeichnen. Sämtliche überlieferten Fotografien, die bis Juni 1853 hergestellt wurden, produzierte Durheim nach diesem Verfahren.
Noch während er an den Porträts arbeitete, lernte er die Produktion von Glasnegativen kennen und stellte in der Folge einige Heimatlosenporträts in diesem Verfahren her. Durheim nutzte den Bundesauftrag also auch, um verschiedene Verfahren zu testen und anzuwenden.

### Inszenierung

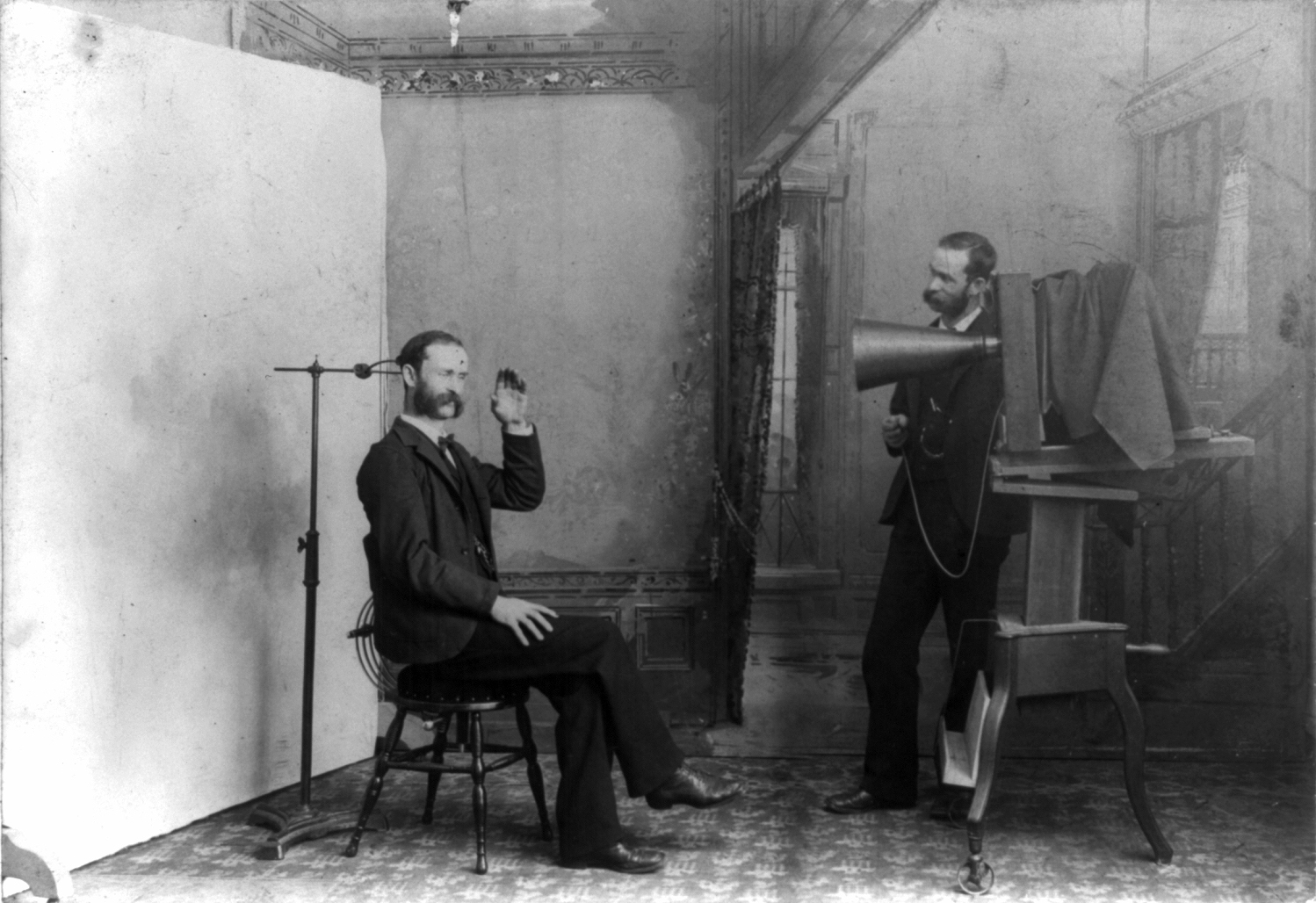
Kopfhalter, der die Person während der langen Belichtungszeit fixiert (hier im Jahr 1893 in einem Atelier in Berlin)

Die ersten 33 Heimatlosenporträts fertigte Durheim noch als Brustbilder an. Später nahm er die «ganze sitzende Figur» auf, da ihm diese für die Fahndung nützlicher erschien. Da fotografische Aufnahmen in der Mitte des 19. Jahrhunderts noch sehr lange Belichtungszeiten erforderten, durften sich die Porträtierten längere Zeit nicht bewegen und den Gesichtsausdruck nicht verändern. Um die Heimatlosen in der gewünschten Position vor der Kamera zu fixieren, nutzte Durheim Kopfhalter.
Mit der Prozedur der fotografischen Aufnahme beabsichtigten die Behörden nicht allein die Erstellung von Fahndungsbildern, sondern auch eine psychologische Wirkung auf die gefangenen Heimatlosen. Generalanwalt Jakob Amiet verstand das fotografische Festhalten als eine «Maßregel», als «moralisches Schrekmittel gegen Vorbringung unrichtiger Angaben». Denn «die meisten der Heimathlosen hielten sich schon verrathen, wenn sie mit festgeschraubtem Kopfe vor der Maschine saßen, die in einigen Minuten ihr Bild erzeugte». Da die Heimatlosen Gefahr liefen, sich selbst oder ihren Angehörigen mit Aussagen über ihre Biografie zu schaden, entsprachen ihre Angaben nicht immer der Wahrheit.
Carl Durheim, in der bürgerlichen Porträtfotografie erfahren, wandte gelegentlich auch bei den Heimatlosenporträts eine bürgerliche Inszenierung an und wählte entsprechende Requisiten. So stattete er seine Modelle etwa mit Büchern oder Schirmmützen aus, die auf einem Salontisch präsentiert wurden. Nur selten wurden die Gefangenen, die kaum des Lesens noch des Schreibens mächtig waren, mit Gegenständen aus ihrer Lebensrealität abgebildet. Die wenigen Beispiele zeigen etwa einen Korb einer Korbmacherin oder die Utensilien eines Bürstenbinders. Überdies hatten viele der Gefangenen für die Porträtierung über ihren Kleidern eine Bauernkutte zu tragen, die ihnen der Generalanwalt Amiet besorgte.

## Nachwirkung
Mitte des 19. Jahrhunderts war die gross angelegte und systematische fotografische Registrierung einer ausgewählten Gruppe aussergewöhnlich und fand durchaus auch im Ausland Beachtung. Nachahmer fand sie jedoch nicht. Auch zog die Bundesanwaltschaft nicht in Betracht, dieses Fahndungsverfahren auf andere Personenkreise auszudehnen; sie beendete diese Form der Registrierung 1854.

## Galerie (Auswahl)

Clara Wendel
Cyprian Axt
Amalia Wehrli
Johann Mai
Anton Müller
Agatha Ostertag
Verena Simon
Maria Diebold
Peter Durand